# Stade Hernán Ramírez Villegas
Le stade Hernán Ramírez Villegas est une stade omnisports situé à Pereira, en Colombie. Il est actuellement utilisé principalement pour des matchs de football.
Le stade accueille les matchs à domicile du Corporación Social Deportiva y Cultural de Pereira et peut contenir 30 313 personnes. Il fut construit en 1971.
Il est en cours de rénovation pour la Coupe du monde de football des moins de 20 ans de 2011. Sa capacité devrait être portée à 40 000 places.